# Élénie gris et blanc
Pseudelaenia leucospodia
Genre
Espèce
Statut de conservation UICN

 LC  : Préoccupation mineure
L'Élénie gris et blanc (Pseudelaenia leucospodia), aussi appelé Élaène grise-et-blanche, Élaène gris-et-blanc et Tyranneau gris et blanc, est une espèce de passereaux de la famille des Tyrannidae,. C'est le seul représentant du genre Pseudelaenia.

## Distribution
Cet oiseau vit dans les fruticées arides du sud-ouest de l'Équateur et du nord-ouest du Pérou (du département de Tumbes à celui de La Libertad),,.

## Systématique
Cette espèce est monotypique selon la classification de référence du Congrès ornithologique international (version 9.1, 2019).
Les deux sous-espèces précédemment décrites (Pseudelaenia leucospodia leucospodia et Pseudelaenia leucospodia cinereifrons) sont considérées comme identiques depuis les travaux de John W. Fitzpatrick, publiés dans le 9e volume du Handbook of the Birds of the World, modification reprise par la suite par le Congrès ornithologique international.